# Tuấn Quỳnh Trần
Tuấn Quỳnh Trần (* 9. Mai 1983 in Hanoi) ist ein vietnamesischer Tischtennisspieler. Er nahm an fünf Weltmeisterschaften teil.                          

## Turnierergebnisse
| Verband | Veranstaltung      | Jahr | Ort       | Land | Einzel     | Doppel    | Mixed     | Team |
| ------- | ------------------ | ---- | --------- | ---- | ---------- | --------- | --------- | ---- |
| VNM     | Asienmeisterschaft | 2015 | Pattaya   | THA  | letzte 64  | letzte 16 | letzte 32 | 11   |
| VNM     | Asienmeisterschaft | 2013 | Busan     | KOR  | letzte 64  |           |           | 9    |
| VNM     | Asienmeisterschaft | 2011 | Macau     | MAC  | letzte 64  |           |           | 17   |
| VNM     | Asienspiele        | 2010 | Guangzhou | CHN  | letzte 32  |           |           | 10   |
| VNM     | Asian Cup          | 2013 | Hongkong  | HKG  | letzte 16  |           |           |      |
| VNM     | Asian Cup          | 2011 | Changsha  | CHN  | 9. Platz   |           |           |      |
| VNM     | World Tour         | 2017 | Tokio     | JPN  | letzte 128 |           |           |      |
| VNM     | Weltmeisterschaft  | 2011 | Rotterdam | NED  | Qual.      | letzte 32 |           |      |
| VNM     | Weltmeisterschaft  | 2010 | Moskau    | RUS  |            |           |           | 73   |
| VNM     | Weltmeisterschaft  | 2007 | Zagreb    | HRV  | letzte 128 | letzte 32 |           |      |
| VNM     | Weltmeisterschaft  | 2005 | Shanghai  | CHN  | letzte 64  | letzte 32 |           |      |
| VNM     | Weltmeisterschaft  | 2003 | Paris     | FRA  | letzte 128 | letzte 64 |           |      |